# Pionopsis latilamellis
Pionopsis latilamellis är en kvalsterart som beskrevs av Marshall 1924. Pionopsis latilamellis ingår i släktet Pionopsis och familjen Pionidae. Inga underarter finns listade i Catalogue of Life.